# Paulodora riedli
Paulodora riedli är en plattmaskart som först beskrevs av Tor Karling 1956.  Paulodora riedli ingår i släktet Paulodora och familjen Polycystididae. Inga underarter finns listade i Catalogue of Life.